# Schweizer Parlamentswahlen 1854
- DL: 2
- FL: 82
- LM: 16
- ER: 6
- KK: 14

Die Schweizer Parlamentswahlen 1854 fanden am 29. Oktober 1854 statt. Zur Wahl standen 120 Sitze des Nationalrates. Die Wahlen wurden nach dem Majorzwahlrecht vorgenommen, wobei das Land in 49 unterschiedlich grosse Nationalratswahlkreise unterteilt war. Wie bei den zwei bisherigen Wahlen errangen die Freisinnigen (bzw. Radikal-Liberalen) einen deutlichen Wahlsieg. Sowohl beim Wähleranteil als auch bei der Sitzzahl konnten sie zulegen. Während die liberale Mitte stagnierte, mussten die übrigen politischen Gruppierungen leichte Verluste hinnehmen. In allen Kantonen waren die Wahlen in den Ständerat indirekt und erfolgten durch die jeweiligen Kantonsparlamente. Das neu gewählte Parlament trat in der 3. Legislaturperiode erstmals am 4. Dezember 1854 zusammen.

## Wahlkampf
Nachdem 1848 – und in geringerem Masse auch 1851 – die Angst vor der europäischen Reaktion den Wahlkampf der dominierenden Freisinnigen geprägt hatte, galten die Errungenschaften des schweizerischen Bundesstaates nun nicht mehr als gefährdet. Gemäss der Neuen Zürcher Zeitung sei der alte Zustand nicht mehr wiederherstellbar. Die konservative Opposition begann sich allmählich mit den Bundesinstitutionen anzufreunden, während einzelne Kantone den zunehmenden Einfluss der Bundesverwaltung beklagten. Der Wahlkampf war vom Begriff der «Fusion» geprägt. Insbesondere im Kanton Bern, aber auch in den Kantonen St. Gallen, Schwyz, Graubünden, Thurgau und Basel-Stadt war damit eine Versöhnung und Annäherung zwischen einst verfeindeten Lagern gemeint. Dazu trug vor allem die Tatsache bei, dass 1853 den ehemaligen Sonderbundskantonen die noch ausstehenden Reparationszahlungen erlassen worden waren und die Schweiz sich dank des Eisenbahnbaus wirtschaftlich im Aufschwung befand. Nur im Kanton Luzern blieben die alten Gegensätze zwischen Freisinnigen und Katholisch-Konservativen zunächst unüberwindbar. Eine andere Bedeutung hatte die «Fusion» in der Romandie und im Kanton Tessin: Hier verbündeten sich die ganz links stehenden «Ultrademokraten» bzw. «Ultraradikalen» aus taktischen Gründen mit den Konservativen, um Stimmung gegen die zunehmende Zentralisierung zu machen. Die freisinnige Mehrheit betrachtete dieses Zweckbündnis als «widernatürliche Allianz» zwischen zwei «prinzipiell heterogenen Elementen».
Während der 2. Legislaturperiode hatte es aufgrund von Vakanzen insgesamt zwölf Ersatzwahlen gegeben, was einem Sechstel aller Nationalräte entsprach. Dabei resultierten nur marginale parteipolitische Verschiebungen. Bei den Wahlen von 1854 gab es 68 Wahlgänge, acht weniger als drei Jahre zuvor. In 30 Wahlkreisen waren die Wahlen bereits nach dem ersten Durchgang entschieden. Dass dennoch relativ viele zusätzliche Wahlgänge nötig waren, lag nicht etwa an harten Konkurrenzkämpfen zwischen politischen Lagern, sondern war vor allem eine Folge schlechter Organisation, wodurch sich zahlreiche Kandidaten ähnlicher politischer Ausrichtung gegenüberstanden und eine Stimmenzersplitterung verursachten. Alle sieben Bundesräte traten zu einer Komplimentswahl an, d. h., sie stellten sich als Nationalräte zur Wahl, um sich von den Wählern ihre Legitimation als Mitglieder der Landesregierung bestätigen zu lassen. Ulrich Ochsenbein, der erfolglos in zwei Berner Wahlkreisen antrat, wurde im Dezember von der Bundesversammlung abgewählt und durch Jakob Stämpfli ersetzt. Mehr Glück hatte Stefano Franscini, der zwar in seinem Heimatkanton Tessin knapp durchfiel, dann aber im Kanton Schaffhausen mit Erfolg am dritten und vierten Wahlgang teilnahm. Dieses Manöver zur Bestätigung seiner Legitimation wäre vielleicht gar nicht notwendig gewesen, denn die Tessiner Wahlen wurden nach einem Rekurs für ungültig erklärt und mussten drei Monate später wiederholt werden. Schliesslich dauerte es bis zum 27. März 1854, bis alle Ergänzungs- und Wiederholungswahlen abgeschlossen waren und der Nationalrat komplett war.
Der Wahlkampf war recht flau, was zum Teil unmittelbar mit der versöhnlichen Stimmung der «Fusion» zusammenhing. Abgesehen von 1848 war die schweizweite Wahlbeteiligung von 45,7 % im ersten Wahlgang die niedrigste in der Majorz-Ära. Dabei gab es erneut sehr grosse Unterschiede zwischen den Kantonen. Im Kanton Schaffhausen war die Wahlbeteiligung am höchsten und betrug 85,2 % (eine Folge der dort üblichen Wahlpflicht). Am niedrigsten war sie im Kanton Zürich mit lediglich 7,7 %, am zweiten Wahlgang im Wahlkreis 1 (Stadt Zürich und Umgebung) wollten sich sogar nur 3,6 % beteiligen. Einige Berner Zeitungen bemerkten dazu, dass hier nicht mehr von einer Volksrepräsentation die Rede sein könne, sondern von einem kleinen Zirkel, der sich selber vorschlage und wähle.

## Ergebnis der Nationalratswahlen

### Gesamtergebnis
Von 517'641 volljährigen männlichen Wahlberechtigten nahmen 236'760 an den Wahlen teil, was einer Wahlbeteiligung von 45,7 % entspricht. In diesen Zahlen nicht mitberücksichtigt sind die Kantone Appenzell Ausserrhoden, Appenzell Innerrhoden, Glarus, Obwalden, Nidwalden und Uri: Dort erfolgte die Wahl durch die jeweilige Landsgemeinde, weshalb keine genauen Resultate verfügbar sind.
Die 120 Sitze im Nationalrat verteilten sich wie folgt:
| \| Partei \| Sitze 1851 \| vor Auf- lösung \| Sitze 1854 \| +/− \| Wähler- anteil \| +/− \| \| ------- \| ---------- \| --------------- \| ---------- \| --- \| -------------- \| ------ \| \| FL \| 78 \| 71 \| 82 \| +4 \| 59,5 % \| +6,4 % \| \| LM \| 16 \| 17 \| 16 \| ±0 \| 15,8 % \| +2,2 % \| \| KK \| 16 \| 13 \| 14 \| −2 \| 14,3 % \| −1,2 % \| \| ER \| 7 \| 7 \| 6 \| −1 \| 07,4 % \| −6,1 % \| \| DL \| 3 \| 4 \| 2 \| −1 \| 01,6 % \| −2,5 % \| \| Diverse \| – \| – \| – \| – \| 01,4 % \| +1,2 % \| | - FL = Freisinnige Linke (Freisinnige, Radikale, Radikaldemokraten) - LM = Liberale Mitte (Liberale, Liberaldemokraten) - KK = Katholisch-Konservative - ER = Evangelische Rechte (evangelische/reformierte Konservative) - DL = Demokratische Linke (extreme Linke) |                 |            |     |                |        |
| Partei | Sitze 1851 | vor Auf- lösung | Sitze 1854 | +/− | Wähler- anteil | +/−    |
| FL | 78 | 71              | 82         | +4  | 59,5 %         | +6,4 % |
| LM | 16 | 17              | 16         | ±0  | 15,8 %         | +2,2 % |
| KK | 16 | 13              | 14         | −2  | 14,3 %         | −1,2 % |
| ER | 7 | 7               | 6          | −1  | 07,4 %         | −6,1 % |
| DL | 3 | 4               | 2          | −1  | 01,6 %         | −2,5 % |
| Diverse | – | –               | –          | –   | 01,4 %         | +1,2 % |

Hinweis: Eine Zuordnung von Kandidaten zu Parteien und politischen Gruppierungen ist nur bedingt möglich. Der politischen Wirklichkeit des 19. Jahrhunderts entsprechend kann man eher von Parteiströmungen oder -richtungen sprechen, deren Grenzen teilweise fliessend sind. Die verwendeten Parteibezeichnungen sind daher eine ideologische Einschätzung.

### Ergebnisse in den Kantonen
Die nachfolgende Tabelle zeigt die Verteilung der errungenen Sitze auf die Kantone.
| Kanton                 | Sitze total | Wahl- kreise | Betei- ligung | FL | FL | LM | LM | KK | KK | ER | ER | DL | DL |
| ---------------------- | ----------- | ------------ | ------------- | -- | -- | -- | -- | -- | -- | -- | -- | -- | -- |
| Aargau                 | 10          | 3            | 82,0 %        | 7  | +3 | 2  | −1 | 1  | −2 |    |    |    |    |
| Appenzell Ausserrhoden | 2           | 1            | –             | 2* |    |    |    |    |    |    |    |    |    |
| Appenzell Innerrhoden  | 1           | 1            | –             |    |    |    |    | 1  |    |    |    |    |    |
| Basel-Landschaft       | 2           | 1            | 23,9 %        | 2  | +1 |    |    |    |    |    |    | −  | −1 |
| Basel-Stadt            | 1           | 1            | 22,9 %        |    |    | 1  |    |    |    |    |    |    |    |
| Bern                   | 23          | 6            | 49,9 %        | 18 | +3 | 1  | +1 | −  | −3 | 4  | −1 |    |    |
| Freiburg               | 5           | 2            | 74,1 %        | −  | −5 | 2  | +2 | 3  | +3 |    |    |    |    |
| Genf                   | 3           | 1            | 73,4 %        | −  | −3 | 3  | +3 |    |    |    |    |    |    |
| Glarus                 | 2           | 1            | –             | 2  | +1 | −  | −1 |    |    |    |    |    |    |
| Graubünden             | 4           | 4            | 45,7 %        | 2  | +1 | 1  | −1 |    |    | 1  |    |    |    |
| Luzern                 | 7           | 3            | 23,7 %        | 4  |    | 1  |    | 2  |    |    |    |    |    |
| Neuenburg              | 4           | 1            | 17,3 %        | 4  |    |    |    |    |    |    |    |    |    |
| Nidwalden              | 1           | 1            | –             |    |    |    |    | 1  |    |    |    |    |    |
| Obwalden               | 1           | 1            | –             |    |    |    |    | 1  |    |    |    |    |    |
| Schaffhausen           | 2           | 1            | 85,2 %        | 1  | −1 | 1  | +1 |    |    |    |    |    |    |
| Schwyz                 | 2           | 1            | 10,9 %        | 1  | +1 | −  | −1 | 1  |    |    |    |    |    |
| Solothurn              | 3           | 1            | 32,3 %        | 1  | −2 | 2  | +2 |    |    |    |    |    |    |
| St. Gallen             | 8           | 4            | 61,3 %        | 7  |    | 1  |    |    |    |    |    |    |    |
| Tessin                 | 6           | 2            | 61,7 %        | 6  | +2 | −  | −2 |    |    |    |    |    |    |
| Thurgau                | 4           | 1            | 75,4 %        | 3  | −1 | 1  | +1 |    |    |    |    |    |    |
| Uri                    | 1           | 1            | –             |    |    |    |    | 1  |    |    |    |    |    |
| Waadt                  | 10          | 3            | 39,1 %        | 9  | +4 | −  | −4 |    |    |    |    | 1  |    |
| Wallis                 | 4           | 3            | 48,1 %        | 2  |    |    |    | 2  |    |    |    |    |    |
| Zug                    | 1           | 1            | 14,7 %        |    |    |    |    | 1  |    |    |    |    |    |
| Zürich                 | 13          | 4            | 07,7 %        | 11 |    |    |    |    |    | 1  |    | 1  |    |
| Schweiz                | 120         | 49           | 45,7 %        | 82 | +4 | 16 | ±0 | 14 | −2 | 6  | −1 | 2  | −1 |

* Inkl. Jakob Kellenberger, dessen Parteirichtung nicht genau geklärt ist.